# Lucas Martínez Quarta
Lucas Martínez Quarta (* 10. května 1996) je argentinský profesionální fotbalista, který hraje na pozici středního obránce za klub CA River Plate a argentinský národní tým.

## Klubová kariéra
Dne 5. října 2020 podepsal Martínez Quarta pětiletou smlouvu s klubem ACF Fiorentina v Serii A. Dne 7. března 2021 vstřelil svůj první gól při remíze 3:3 s Parmou. Dne 26. října 2023 vstřelil svůj první gól v evropských soutěžích a přispěl k vítězství 6:0 nad Čukarički v Konferenční lize. Dne 3. června 2024 prodloužil s klubem smlouvu do roku 2028.
Dne 7. ledna 2025 se Martínez Quarta po čtyřech a půl sezónách vrátil do River Plate.

## Reprezentační kariéra
Dne 5. září 2019 debutoval Martínez Quarta za argentinský národní tým při přátelské remíze 0:0 s Chile, když odehrál celých 90 minut.
V červnu 2024 byl Martínez Quarta zařazen do konečného 26členného argentinského týmu Lionela Scaloniho pro Copa América 2024.

## Statistiky

### Klubové
Platí k zápasu hranému 19. prosince 2024.
| Klub              | Sezóna            | Liga                         | Liga   | Liga | Národní pohár | Národní pohár | Kontinentální | Kontinentální | Ostatní | Ostatní | Celkově | Celkově |
| Klub              | Sezóna            | Soutěž                       | Zápasy | Góly | Zápasy        | Góly          | Zápasy        | Góly          | Zápasy  | Góly    | Zápasy  | Góly    |
| ----------------- | ----------------- | ---------------------------- | ------ | ---- | ------------- | ------------- | ------------- | ------------- | ------- | ------- | ------- | ------- |
| River Plate       | 2016/17           | Argentinská Primera División | 19     | 1    | 2             | 0             | 4             | 2             | 0       | 0       | 25      | 3       |
| River Plate       | 2017/18           | Argentinská Primera División | 9      | 0    | 2             | 1             | 4             | 0             | 1       | 0       | 16      | 1       |
| River Plate       | 2018/19           | Argentinská Primera División | 17     | 1    | 5             | 0             | 12            | 1             | 5       | 0       | 39      | 2       |
| River Plate       | 2019/20           | Argentinská Primera División | 19     | 0    | 0             | 0             | 4             | 0             | —       | —       | 23      | 0       |
| River Plate       | Celkově           | Celkově                      | 64     | 2    | 9             | 1             | 24            | 3             | 6       | 0       | 103     | 6       |
| Fiorentina        | 2020/21           | Serie A                      | 21     | 1    | 2             | 0             | —             | —             | —       | —       | 23      | 1       |
| Fiorentina        | 2021/22           | Serie A                      | 20     | 1    | 2             | 0             | —             | —             | —       | —       | 22      | 1       |
| Fiorentina        | 2022/23           | Serie A                      | 27     | 1    | 3             | 0             | 9             | 0             | —       | —       | 39      | 1       |
| Fiorentina        | 2023/24           | Serie A                      | 29     | 5    | 2             | 1             | 10            | 2             | 1       | 0       | 42      | 8       |
| Fiorentina        | 2024/25           | Serie A                      | 8      | 1    | 1             | 0             | 5             | 3             | 0       | 0       | 14      | 4       |
| Fiorentina        | Celkově           | Celkově                      | 105    | 9    | 10            | 1             | 26            | 5             | 1       | 0       | 142     | 15      |
| Celkově v kariéře | Celkově v kariéře | Celkově v kariéře            | 169    | 11   | 19            | 2             | 50            | 8             | 7       | 0       | 245     | 21      |

### Reprezentační
Platí k zápasu hranému 29. června 2024.
| Národní tým | Rok     | Zápasy | Góly |
| ----------- | ------- | ------ | ---- |
| Argentina   | 2019    | 2      | 0    |
| Argentina   | 2020    | 4      | 0    |
| Argentina   | 2021    | 3      | 0    |
| Argentina   | 2022    | 2      | 0    |
| Argentina   | 2023    | 1      | 0    |
| Argentina   | 2024    | 3      | 0    |
| Celkově     | Celkově | 15     | 0    |

## Úspěchy
River Plate
- Copa Argentina: 2016, 2019
- Supercopa Argentina: 2017
- Pohár osvoboditelů: 2018
- Recopa Sudamericana: 2019

Fiorentina
- Poražený finalista Coppa Italia: 2022/23
- Poražený finalista Konferenční ligy UEFA: 2022/23

Argentina
- Copa América: 2021, 2024

Individuální
- Tým turnaje Poháru osvoboditelů: 2019